# آنوشکا
وارطانوش گاربیس سلیم (انگلیسی: Kartanios Garbis Slim) با نام هنری آنوشکا (انگلیسی: Anoushka؛ زاده ۲۲ ژوئن ۱۹۶۰) یک خواننده و هنرپیشه ارمنی‌تبار اهل مصر است.

## زندگی‌نامه
وی در قاهره، مصر از پدری مصری و مادری ارمنی به دنیا آمد. وی تحصیلات متوسطه خویش را در مدرسه ارمنی گولبنگیان در محله بولاق قاهره انجام داد و در رشته مدیریت اجرایی کسب و کار در دانشگاه آمریکایی قاهره ادامه داد. پس از فارغ‌التحصیلی در شرکت سرمایه‌گذاری خارجی دیرتر در شرکت تبلیغاتی Tarek Nour به عنوان خواننده تبلیغات مشغول به کار شد.